# Chloe (attrice pornografica)
Chloe Hoffman (Thousand Oaks, 14 novembre 1971) è un'ex attrice pornografica, modella e regista pornografica statunitense.

## Biografia
Chloe nacque a Thousand Oaks, in California da una famiglia di origini italiane e irlandesi di religione cattolica. È la sorella dell'attrice porno/bondage Cleo Nicole (le due sorelle sono apparse insieme nel film I Came, Did You?!! del 2000). Successivamente la sorella divenne la manager di Chloe. Chloe, parlando della sua infanzia, si è sempre descritta come una bambina dalla grande fantasia, con più amici immaginari che reali. Praticò danza classica per dieci anni, dai 6 anni fino all'adolescenza, sognando di diventare una ballerina professionista. Lasciò la danza a diciassette anni a causa di un problema di artrite all'anca e perché si sentiva esausta dai ritmi di lavoro imposti.
Perse la verginità all'età di undici anni facendo l'amore con il suo fidanzatino di quindici anni. Lo stesso anno, un incidente accadutole sull'altalena, le danneggiò seriamente il clitoride. La vagina le fu ricostruita chirurgicamente ma Chloe, accidentalmente ruppe i punti di sutura della ferita durante un'esercitazione di danza qualche settimana più tardi, peggiorando la situazione. Per sua stessa ammissione, il suo clitoride è "sempre duro ma non sente niente". Comunque, è ancora in grado di raggiungere l'orgasmo attraverso la stimolazione del punto G.
All'età di diciassette anni iniziò a fare uso di droghe, principalmente anfetamine. A 18 anni si trasferì a Riverside, California, dove lavorò come assistente di poltrona in uno studio dentistico. Successivamente, lavorò come cameriera, e occasionalmente seguiva la rock band dei Poison in qualità di loro roadie. Nel 1996 il suo fidanzato dell'epoca, aveva conoscenze nell'industria hard locale e la introdusse nell'ambiente. Intorno ai vent'anni Chloe iniziò a fare uso di eroina; dalla quale riuscì a disintossicarsi solo nel 1999.

## Carriera nel porno
Chloe iniziò la sua carriera come pornostar nel 1995. Raccontò che durante le riprese del suo primo film hard, era completamente strafatta di droga e che "non le importava niente di niente". All'inizio apparve principalmente in video di genere Gonzo, ma ben presto (Chloe non si tirava indietro davanti a nessuna pratica sessuale, anche le più dolorose), diventò un nome di rilievo nell‘ambiente. Nel 2001, Chloe firmò un contratto esclusivo con la casa di produzione VCA Pictures.
Chloe è attivamente coinvolta nel programma Needle Exchange creato a Los Angeles, un programma ideato per contrastare la diffusione dell'AIDS e di altre malattie veneree. Collabora anche con la fondazione Adult Industry Medical Health Care Foundation (AIM), organizzazione che si occupa di test e trattamenti per l'AIDS e altre malattie sessualmente trasmissibili.
In un'intervista del 2000 disse: «Tutti i miei orgasmi sono veri. Il giorno che dovrò fingere sarà il mio ultimo giorno di lavoro come pornostar».
Nel 2003 Chloe presentò la ventesima edizione dell'annuale premiazione della Adult Video News (AVN Awards) a Las Vegas, Nevada. Lei stessa ha ricevuto in carriera numerosi premi. La sua filmografia consta di oltre 400 film.
Chloe canta in una canzone intitolata Harder della band Sabateur. La traccia è disponibile sul CD della compilation Porn To Rock, un album di brani cantati da pornostar. Ha anche cantato e recitato nel musical Veronica Hart's Misty Beethoven: The Musical, remake musicale del famoso film hard del 1976 The Opening of Misty Beethoven.
Chloe conduce uno show radiofonico sulla stazione KSEX. L'11 gennaio 2005, affermò durante la trasmissione che era stata in overdose per quattro volte, due volte a causa dell'eroina e due volte per colpa della cocaina. Come regista, Chloe ha diretto due film, uno per la VCA Pictures (Chloe's What Makes You Cum?) e uno per la Elegant Angel (Chloe's I Came, Did You?).
Parlando della sua carriera nel mondo del porno e delle sue colleghe, Chloe ha affermato: «Siamo delle prostitute... C‘è però una differenza. Possiamo scegliere i nostri partner, che fanno pure il test HIV, può piacere o non piacere ammetterlo, ma siamo prostitute, facciamo sesso in cambio dei soldi».
Suoi ruoli non porno includono lavori per MTV e VH-1. Le fu anche offerta una parte nel film L'amante di Lady Chatterly, ma i produttori la licenziarono quando vennero a conoscenza dei suoi trascorsi come attrice porno; inoltre ha anche prodotto il singolo del brano intitolato Harder contenuto nell'album Porn to Rock.
Nel 2011 ha concluso la sua carriera da attrice pornografica, dopo aver preso parte ad oltre 500 scene e ne ha dirette 18. Ha ottenuto 22 tra AVN e XRCO Awards ed è stata inserita nella Hall of Fame da entrambi i premi.

## Riconoscimenti
AVN Awards

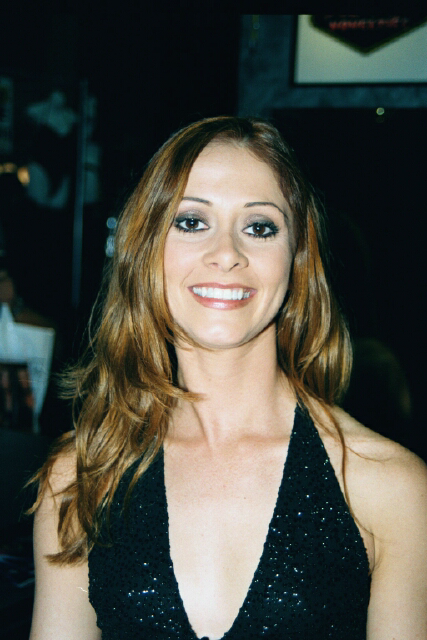
Chloe nel 2002.

- 1999 – Female Performer of the Year[11]
- 1999 – Best Supporting Actress (film) per The Masseuse 3[12]
- 1999 – Best Anal Sex Scene (film) per The Kiss con Steve Hatcher e Tony Tedeschi[13]
- 2000 – AVN Award for Best Actress (film) per Chloe[14]
- 2000 – Best All-Girl Sex Scene (video) per Tampa Tushy Fest con Alisha Klass[15]
- 2000 – Best Group Sex Scene (video) per Ultimate Guide To Anal Sex For Women con Nina Hartley, Sydnee Steele, Inari Vachs, Ava Vincent, Chandler, Jazmine, Tristan Taormino[16]
- 2000 – Best Solo Sex Scene per What Makes You Cum?[17]
- 2000 – Best Anal Sex Scene (film) per Breaking Up con Chris Cannon[18]
- 2001 – Best Supporting Actress (film) per True Blue[19]
- 2002 – Best All-Girl Sex Scene (video) per Where The Girls Sweat 5 con Sindee Coxx, Felecia e Taylor St. Claire[20]
- 2005 – Most Outrageous Sex Scene per Misty Beethoven, The Musical con Ava Vincent e Randy Spears[21]
- 2006 – Hall of Fame[22]

- XRCO Award
  - 1998 – Unsung Siren[23]
  - 1998 – Best Group Sex Scene per The Psycosexuals con Missy, Ruby e Mickey G.[24]
  - 1999 – Best Girl – Girl Scene per Tampa Tushy Fest 1 con Alisha Klass[25]
  - 2000 – Best Girl – Girl Scene per Ginger Lynn is Torn con Ginger Lynn[26]
  - 2000 –  Best Group Sex Scene per Ultimate Guide To Anal Sex For Women con Ava Vincent, Chandler, Inari Vachs, Jazmine, Nina Hartley, Sydenne Steele, Tristan Taormino[27]
  - 2001 – Orgasmic Analist[28]
  - 2002 – Best Male – Female Sex Scene per Welcum to Chloeville 3 con Mark Davis[29]
  - 2008 – Hall of Fame[30]

## Filmografia

### Attrice
- Anal Addict (1995)
- Hardcore Schoolgirls 3 (1995)
- Interview - Barely Legal (1995)
- YA 1 (1995)
- 18 and Anxious (1996)
- Anal Anarchy (1996)
- Anal Aristocrats (1996)
- Anal Crack Attack (1996)
- Asses Galore 4: Extreme Noise Terror (1996)
- Back to the Candy Stripers (1996)
- Barby's on Butt Row (1996)
- Bimbette's Adventures In Anal Land (1996)
- Bobby Sox (1996)
- Boss Bitch From Bondage Hell (1996)
- Confessions Of Chloe (1996)
- Corporate Bitch (1996)
- Cumback Pussy 1 (1996)
- Deep Seven (1996)
- Dirty Dancers 9 (1996)
- Gangbang Girl 17 (1996)
- Generation Gap (1996)
- In Your Face 3 (1996)
- Incarceration Of Chloe (1996)
- Innocent's Innitiation (1996)
- Latex Leather and Lace (1996)
- MH Home Video 356: Girls Who Lap Cum Off Cunts 1 (1996)
- MH Home Video 360: Cum In My Cunt 8 (1996)
- MH Home Video 361: Girls Who Swallow Cum 4 (1996)
- MH Home Video 362: Fuck the Boss 7 (1996)
- MH Home Video 365: Lesbian Sluts 26 (1996)
- MH Home Video 369: Cum In My Mouth 5 (1996)
- MH Home Video 370: Cunt of the Month July (1996)
- MH Home Video 379: Three-sum Sluts 15 (1996)
- Nasty Newcummers 13 (1996)
- No Mercy For The Bitches (1996)
- Porsche's Ordeal (1996)
- Private Stories 11 (1996)
- Pussyman Auditions 19 (1996)
- Rump Shaker 5 (1996)
- Sexual Atrocities (1996)
- Shocking Truth (1996)
- Slavegirl Of Zor (1996)
- Tied Temptations (1996)
- 100% Amateur 32 (1997)
- 18 and Easy (1997)
- Anal Holiday (1997)
- Anal Openings and Face Soakings (1997)
- Ancient Asian Sex Secrets (1997)
- Ariana Top to Bottom (1997)
- Backstreet (1997)
- Beyond Reality 4: Anal Potion (1997)
- Bite the Big Apple (1997)
- Blue Dahlia (1997)
- Bound To Submit (1997)
- Butt Banged Naughty Nurses (1997)
- Butts in Bondage (1997)
- Buttslammers 15 (1997)
- Buttslammers 16 (1997)
- Buttwoman '97 (1997)
- Cirque De Torment (1997)
- Club Dom (1997)
- Club Hades (1997)
- Convention Cuties (1997)
- Corporate Assets 2 (1997)
- Cream On 1 (1997)
- Cream On 2 (1997)
- Curse of Merlin's Castle (1997)
- Decoy (1997)
- Devil To Pay (1997)
- Dirty Bob's Xcellent Adventures 36 (1997)
- Dirty Little Butthole Whores (1997)
- Dr. Trashy's Sweaty Situations 2 (1997)
- Dueling Masters (1997)
- Elegant's Angels 2 (1997)
- Enchanted (1997)
- Ernest Greene's Bondage Files (1997)
- Erotic Pool Party 1 (1997)
- Everybody Wants Some 3: Soakin' Wet (1997)
- Fetish (1997)
- Fixation (1997)
- Forbidden Awakenings (1997)
- Gangland 1 (1997)
- Girl Next Door (1997)
- Goodaughters (1997)
- Hot Tight Asses 19 (1997)
- I'm So Horny Baby (1997)
- Lessons In Submission (1997)
- Lotus (1997)
- Maid for Spanking (1997)
- Masseuse 3 (1997)
- Mike South's Georgia Peaches 1 (1997)
- Mind Games (1997)
- Mission Erotica (1997)
- Mistress Rules (1997)
- Playing with the Plumber (1997)
- Psycho Sexuals 1 (1997)
- Randi's Naked Torment (1997)
- Real Sisters in Submission (1997)
- Rectal Raiders (1997)
- Reds (1997)
- Riding Lessons (1997)
- Sabrina The Booty Queen (1997)
- Satyr (1997)
- Search For Buttwoman (1997)
- Seduce And Destroy (1997)
- Sensory Overload (1997)
- Shane's World 10: Rump Ranch (1997)
- Show 2 (1997)
- Slave Revolt (1997)
- Smart Assed Slave Girls (1997)
- Sodomania 21 (1997)
- Sodomania: Slop Shots 2 (1997)
- Spandex Spankers (1997)
- Star Is Bound (1997)
- Surrender (1997)
- Therapist From Hell (1997)
- Totally Depraved 2 (1997)
- Training By Torture 2 (1997)
- Up Your Ass 7 (1997)
- Vows Of Servitude (1997)
- Words Of Lust (1997)
- World's Luckiest Man (1997)
- Zone (1997)
- Abduction Of Chloe (1998)
- Back And Beyond (1998)
- Bawdy And Soul (1998)
- Behind the Anal Door (1998)
- Beyond Reality: Bionca's Best (1998)
- Blowjob Adventures of Dr. Fellatio 11 (1998)
- Blowjob Adventures of Dr. Fellatio 7 (1998)
- Bondage Files (1998)
- Buffy Malibu's Nasty Girls 16 (1998)
- Chloe's Dungeon Fantasies (1998)
- Chloe's Stocking Tease (1998)
- Come Poke Me Hole (1998)
- Cum Stoppers 13 (1998)
- Dangerous (1998)
- Dinner Party At Six (1998)
- Double Blow 7 (1998)
- Dresden Diary 19 (1998)
- Dueling Masters 2 (1998)
- Eyes Of Desire 1 (1998)
- Family Ties That Bind (1998)
- Fan FuXXX 5 (1998)
- Fantasy Lane (1998)
- Femme 2 (1998)
- First Time Ever 7 (1998)
- Five Sins (1998)
- Foot Therapy (1998)
- Funny Boned (1998)
- HOMOgenized (1998)
- House of Sleeping Beauties 3 (1998)
- Infidelity (1998)
- Kiss (1998)
- Last Day (1998)
- Leather World (1998)
- Leatherbound Dykes From Hell 10 (1998)
- Leatherbound Dykes From Hell 11 (1998)
- Lost And Found (1998)
- Marylin Does Miami 1 (1998)
- Marylin Does Miami 2 (1998)
- Miss Sharon Mitchell's Another 40th Bithday (1998)
- Missy's Dark Desires (1998)
- Missy's Darkest Desires (1998)
- Night Hunger (1998)
- Nightmare Noir (1998)
- Other Side of Serenity (1998)
- Pandora (1998)
- Pornworld (1998)
- Pretty Anal Ladies 5 (1998)
- Quit Room (1998)
- Rainwoman 13 (1998)
- Real Spanking Fantasies (1998)
- Reclaiming Chloe (1998)
- S.M.U.T. 5: Rode Hard and Put Away Wet (1998)
- Sex Slaves (1998)
- Shut Up and Blow Me 2 (1998)
- Shut Up and Blow Me 5 (1998)
- Silk Panties (1998)
- Skin Game (1998)
- Sodomy Servant (1998)
- Spellbinders (1998)
- Spiked Heel Diaries 11 (1998)
- Still Insatiable (1998)
- Superfreak (1998)
- Swingers (1998)
- Taboo 18 (1998)
- Taboo 19 (1998)
- Tales From The Whip (1998)
- Tampa Tushy Fest 1 (1998)
- Tattoo (1998)
- Terminal Case Of Love (1998)
- Wet Dreams 4 (1998)
- What Makes You Cum (1998)
- Whip That Bitch (1998)
- White Angel (1998)
- Wild Love (1998)
- Wildlife (1998)
- XRCO Awards 1998 (1998)
- Adult Video News Awards 1999 (1999)
- Amateur Extravaganza 65 (1999)
- Babylon (1999)
- Bend Over Boyfriend 2: More Rockin' Less Talkin' (1999)
- Bliss (1999)
- Bondage 24/7 (1999)
- Born To Be Wild (1999)
- Breaking Up (1999)
- Brentwood Housewife Hookers (1999)
- California Cocksuckers 10 (1999)
- Car Wash Angels 2 (1999)
- Carnal Witness (1999)
- Chloe (1999)
- Christi Lake's Anal And DP Gang Bang (1999)
- Dial "E" For Enema (1999)
- Doc's Best Pops 1 (1999)
- Dresden Diary 22 (1999)
- Dresden Diary 23 (1999)
- Enemagic 1 (1999)
- Essentially Shayla (and Juli Too) (1999)
- Eternal Excesses (1999)
- First Impulse (1999)
- Fuck 'em All 2 (1999)
- Heat of the Moon (1999)
- I Came, Did You? (1999)
- Jill Kelly's Fetish Fantasies (1999)
- Just Fuckin' And Suckin' 3 (1999)
- Ladies Night Out 1 (1999)
- Las Vegas Revue '99 (1999)
- Legs For Pleasure 1 (1999)
- Loose Screw (1999)
- Magazine Mania 1 (1999)
- Magnum Love (1999)
- Mass Appeal 1 (1999)
- Mis Spelled (1999)
- Moonglow (1999)
- Naked City Tampa Bay 2 (1999)
- Naked In Tampa Bay 1999 1 (1999)
- Naked In Tampa Bay 1999 2 (1999)
- No Limits (1999)
- No Regrets (1999)
- On The Street (1999)
- Only the A-Hole 14 (1999)
- Peckers (1999)
- Peepers (1999)
- Perfect Pink 4: Wired Pink Gang Bang (1999)
- Perfect Pink 6: Orgy (1999)
- Poser (II) (1999)
- Pushover (1999)
- Quick And The Hard (1999)
- Raw Sex 6 (1999)
- Real Bondage The Movie (1999)
- S.M.U.T. 13 (1999)
- S.M.U.T. 14 (1999)
- Sex Lies (1999)
- Sodomania: Orgies 1 (1999)
- Sodomania: Slop Shots 6 (1999)
- Sodomania: Slop Shots 7 (1999)
- Speak No Evil (1999)
- Spiked Heel Diaries 15 (1999)
- Star Hunter (1999)
- Stop My Ass Is On Fire 2 (1999)
- Sweet Summer Sex Kittens (1999)
- This Year's Blonde Y2K (1999)
- Tina Tyler's Favorites 3: Blowjobs 2 (1999)
- To Catch a Cheat (1999)
- Torn (1999)
- True Hooker Stories (1999)
- Twisted Sex Stories (1999)
- Ultimate Guide to Anal Sex for Women 1 Part 1 (1999)
- Ultimate Guide to Anal Sex for Women 1 Part 2 (1999)
- We Go Deep 1 (1999)
- White Lightning (1999)
- Wicked Sex Party 2 (1999)
- Wildlife 7: Night Moves Tampa Florida (1999)
- Women On Top (1999)
- XRCO Awards 1999 (1999)
- Adult Video News Awards 2000 (2000)
- Ass Angels 1 (2000)
- ATV (2000)
- Axel Braun's Libido (2000)
- Bedroom Eyes (2000)
- Being With Juli Ashton (2000)
- Best of Perfect Pink 1 (2000)
- Black Taboo 2 (2000)
- Bottom Dweller 6: Sex After Death (2000)
- Buttwoman vs. Buttwoman (2000)
- Cheat (2000)
- Chloe Cums First (2000)
- Chloe's Catalina Cum-ons (2000)
- Crystal Dreams (2000)
- Cum Sucking Whore Named Tricia Deveraux (2000)
- Daily Fruits And Veggies 5 (2000)
- Dirty Little Secrets 1 (2000)
- Dresden Diary 24 (2000)
- Dresden Diary 25 (2000)
- Fetish FAQ 1 (2000)
- Fetish FAQ 2 (2000)
- Fetish FAQ 3 (2000)
- Fetish FAQ 4 (2000)
- Finishing School (2000)
- Fist The Whole Fist And Nothing But The Fist (2000)
- It Had To Be You (2000)
- KFCK Sex Radio (2000)
- King of the Load (2000)
- Maya's Addiction (2000)
- Miscreants Too (2000)
- Motel Sex (2000)
- Ooze (2000)
- Pretty Anal Ladies 9 (2000)
- Private Lessons (2000)
- Real Female Orgasms 1 (2000)
- S.M.U.T. 16: Bright Lights Dark City (2000)
- Secret Party (2000)
- Shades of Sex 1 (2000)
- Signature Series 3: Alexandra Silk (2000)
- Silent Echoes (2000)
- Sluts of the Nyle 2: Celebrity Sluts (2000)
- Sodomania: Slop Shots 8 (2000)
- Spanking Society (2000)
- Submissive Little Sluts 2 (2000)
- Tails of Perversity 7 (2000)
- Terms Of Enslavement (2000)
- Thighs Wide Open (2000)
- True Blue (2000)
- Uninhibited Girl (2000)
- We Go Deep 6 (2000)
- Welcome to Chloeville (2000)
- Welcum to Chloeville 2 (2000)
- Welcum to Chloeville 3 (2000)
- Welcum to Chloeville 4 (2000)
- Wishful Thinking (2000)
- X Girls (2000)
- XRCO Awards 2000 (2000)
- 3 On A Honeymoon (2001)
- Ass Angels 2 (2001)
- Chic Boxing (2001)
- Chloe: Extreme Close Up (2001)
- Chloe's Acting Up (2001)
- Chloe's Place (2001)
- Closer (2001)
- Club Sin (2001)
- Dangerous Games (2001)
- Dayton: Extreme Close Up (2001)
- Dirk Yates' Private Amateur Collection 170 (2001)
- Dirk Yates' Private Amateur Collection 175 (2001)
- Dresden Diary 26 (2001)
- Dresden Diary 27 (2001)
- Ecstasy 6 (2001)
- Edge (2001)
- Edge Play (2001)
- Encyclopedia Erotica 2 (2001)
- Enema Affairs (2001)
- In Your Face (2001)
- Kitten (2001)
- Ladies Night Out 2 (2001)
- Layovers (2001)
- Neon Bed (2001)
- Public Affairs (2001)
- Real Female Orgasms 2 (2001)
- Room Servicing (2001)
- Signature Series 5: Chloe (2001)
- Sodomania: Slop Shots 9 (2001)
- Stand In (2001)
- Stringers (2001)
- Stringers 3 (2001)
- Toes Of Temptation (2001)
- Unreal (2001)
- Valley of the Valets (2001)
- Water Works 2 (2001)
- Where The Girls Sweat 5 (2001)
- 100% Blowjobs 4 (2002)
- 100% Blowjobs 6 (2002)
- Adult Video News Awards 2002 (2002)
- America XXX: A Tribute To Sex And Rock 'n Roll (2002)
- Bottom Dweller Orgies (2002)
- Cursed (2002)
- Deep Inside Chloe (2002)
- Double Vision (2002)
- Enema Mania (2002)
- Enigma (2002)
- Ex-girlfriend's Club (2002)
- Fetish World 1 (2002)
- Hayseed (2002)
- Heart Strings (2002)
- Joyride (2002)
- Mondo Porno (2002)
- Money Shots (2002)
- Ozporns (2002)
- Power Masters 2 (2002)
- Real Female Orgasms 3 (2002)
- Sexual Misbehavior (2002)
- Thigh High 2 (2002)
- Tiffany Mynx Secret Fantasies (2002)
- Tortured In The City (2002)
- White Room (2002)
- Wild and Wacky Adventures of Chloe (2002)
- Young Devon (2002)
- 100% Blowjobs 11 (2003)
- Adult Video News Awards 2003 (2003)
- Barbara Broadcast Too (2003)
- Best of Gregory Dark (2003)
- Beyond Vanilla (2003)
- Candy's Cock Show (2003)
- Catsnatch (2003)
- Chasing Chloe (2003)
- Cruel Seductions (2003)
- Decadent Dreams (2003)
- Deep Inside Dru Berrymore (2003)
- Fantastic Fetish (2003)
- Gonzo The Feature (2003)
- Gypsy Woman (2003)
- Jim Holliday's Anal Angels (2003)
- Just Juggs (2003)
- Lovesexy (2003)
- North Bound In Your Mouth (2003)
- Sex Fever (2003)
- Shane and Friends (2003)
- Six Degrees Of Penetration (2003)
- Summer Girlz Spanked (2003)
- Third Date (2003)
- Totally Chloe (2003)
- Zorho Meets The Mob (2003)
- ATM: Ass Thrusting Machine (2004)
- Figg's Fantasy (2004)
- Flicker (2004)
- Foot Fetish Fantasies 6 (2004)
- Group Sex 4: Bottoms Up (2004)
- In Sex (2004)
- Love 'em Or Leave 'em (2004)
- Love Hurts (2004)
- Misty Beethoven: The Musical (2004)
- Pussy Lickin Good (2004)
- Reclaiming Of Chloe (2004)
- Snowstorm: The Best Of Aurora Snow (2004)
- Strapped (2004)
- You've Got Anal (2004)
- Clam Smackers (2005)
- Dr. Lenny's Favorite Anal Scenes (2005)
- Flesh Gallery (2005)
- G-String Fantasies (2005)
- Hostess With The Moistest (2005)
- Secret Lives of Porn Stars (2005)
- Strap-On Divas (2005)
- Sucking the Big One (2005)
- Breaking and Entering (2006)
- Every Man's Fantasy: 2 Girls for Every Man 4 (2006)
- Foot Play (2006)
- Hitting It From Behind (2006)
- Frankencock (2007)
- Black Gangbangers 1 (2008)
- Blow Your Load Down My Throat (2008)
- D.P. That White Pussy 4 (2009)
- Diaries of a Wife Gone Black 2 (2009)
- Lesbian Office Seductions 2 (2009)
- Masturbation Nation 4 (2009)
- Mother Suckers 2 (2009)
- Seasoned Players 9 (2009)
- White Mommas 2 (2009)
- 10 Quickies (2010)
- Mom's Cuckold 3 (2010)
- Adam and Eve's 40th Anniversary Collection (2011)
- Husbands Teaching Wives How to Suck Cock 3 (2011)
- Screw Love, Let's Fuck (2011)
- Chloe's Collection (2012)
- Fifty Shades of Bruce Seven (2012)
- Legendary Lesbians (2012)
- Super Stud Spectacular: Tom Byron (2012)
- Tuna Helper (2012)
- King Anal 5 (2013)
- Oh, Bi The Way...3 (2013)
- OMG My Mom's a Whore 3 (2013)
- Sinister MILFs 8 (2013)

### Regista
- Hollywood Amateurs 5 (1994)
- Real Sisters in Submission (1997)
- What Makes You Cum (1998)
- I Came, Did You? (1999)
- Chloe's Catalina Cum-ons (2000)
- Welcome to Chloeville (2000)
- Welcum to Chloeville 2 (2000)
- Welcum to Chloeville 3 (2000)
- Welcum to Chloeville 4 (2000)
- Cursed (2002)
- Hayseed (2002)
- Candy's Cock Show (2003)
- Catsnatch (2003)
- Cruel Seductions (2003)
- Gonzo The Feature (2003)
- Lovesexy (2003)
- Sex Fever (2003)
- Venus Affair (2004)